# Patricia Tarabini
Patricia Tarabini, född den 6 augusti 1968 i La Plata, är en argentinsk tennisspelare.
Hon tog OS-brons i damernas dubbelturnering i samband med de olympiska tennisturneringarna 2004 i Aten.